# Bebelis tagua
Bebelis tagua là một loài bọ cánh cứng trong họ Cerambycidae.